# Стюарт, Иан (североирландский футболист)
Иан Эдвин Стюарт (англ. Ian Edwin Stewart; род. 10 сентября 1961, Белфаст) — североирландский футболист, выступавший на позиции нападающего.

## Клубная карьера
Профессиональную карьеру начал в 1980 году выступлениями за команду «Куинз Парк Рейнджерс», цвета которой защищал до 1985 года с полугодовым перерывом на аренду в «Миллуолл».
Впоследствии перешел в «Ньюкасл Юнайтед», где в течение сезона 1985/86 был основным игроком и провел 29 матчей в высшем английском дивизионе. В следующем сезоне получал меньше игрового времени и по его завершении перешёл в «Портсмут», который только вернулся в первый дивизион.
В «Портсмуте» не закрепился и уже в следующем году стал игроком третьелигового «Брентфорда», а еще через год — другого представителя того же английского первенства «Олдершота».
Завершал игровую карьеру в начале 1990-х в клубах «Колчестер Юнайтед» и «Харроу Боро».

## Карьера за сборную
Дебют за национальную сборную Северной Ирландии состоялся 24 марта 1982 года в товарищеской игре против сборной Франции. Был включён в состав на чемпионат мира 1986 в Мексике, где сыграл во всех матчах групповой стадии. Всего за сборную Стюарт сыграл 31 матч и забил 2 голов.

### Голы за сборную
| #  | Дата           | Место                      | Соперник | Счёт | Результат | Турнир                  |
| -- | -------------- | -------------------------- | -------- | ---- | --------- | ----------------------- |
| 1. | 17 ноября 1982 | Белфаст, Северная Ирландия | ФРГ      | 1-0  | 1-0       | Квалификация на ЧЕ 1984 |
| 2. | 27 апреля 1983 | Белфаст, Северная Ирландия | Албания  | 1-0  | 1-0       | Квалификация на ЧЕ 1984 |